# بيساك
 بيساك ، (بالفرنسية: Pessac)‏، (نطق:Peçac)، هي بلدية فرنسية تقع في إقليم جيروند في آكيتين الجديدة، في جنوب غرب فرنسا. وهي عضو في مدينة بوردو، كونها ثاني أكبر ضواحي بوردو، وتقع جنوب غربها. بيساك هي أيضًا موطن لجامعة مونتسكيو، وجامعة Bordeaux Montaigne ومعهد الدراسات السياسية في بوردو.

## توأمة
لبيساك اتفاقيات توأمة مع كل من:
- غالاتس
- غوبينغن (2000 -)
- برغش

## أعلام
- باتريس برون
- ماتياس سيران
- فيوليت هاك
- روبين ماولون
- جان اوستاش